# 921 هـ
921 هـ هي سنة في التقويم الهجري امتدت مقابلةً في التقويم الميلادي بين سنتي 1515 و1516.

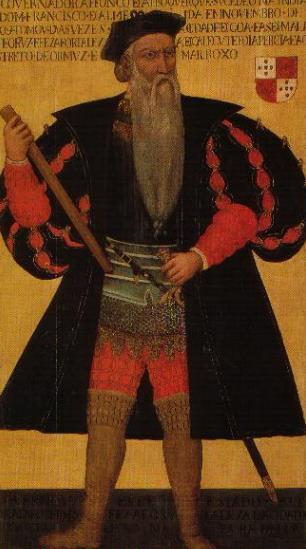
ألفونسو دي ألبوكيرك

## وفيات
- ألفونسو دي ألبوكيرك
- محمد بن محمد بن معان النظاري